# Minimelanolocus leptotrichus
Minimelanolocus leptotrichus är en svampart som först beskrevs av Cooke & Ellis, och fick sitt nu gällande namn av R.F. Castañeda & Heredia 2001. Minimelanolocus leptotrichus ingår i släktet Minimelanolocus, divisionen sporsäcksvampar och riket svampar.   Inga underarter finns listade i Catalogue of Life.